# 1823 Gliese
1823 Gliese је астероид главног астероидног појаса чија средња удаљеност од Сунца износи 2,226 астрономских јединица (АЈ).
Апсолутна магнитуда астероида је 12,9.